# Nanjing Dong Lu
Nanjing Dong Lu (chiń. 南京东路站) – stacja metra w Szanghaju, na linii 2 i 10. Zlokalizowana jest pomiędzy stacjami Renmin Guangchang, Lujiazui oraz Tiantong Lu i Yuyuan. Została otwarta 28 października 1999.